# Pierre Degeyter
Pour l’article homonyme, voir Pierre Degeyter (géant processionnel).
Pierre De Geyter (plus connu par la suite comme Pierre Degeyter), prononcé [dəɡetɛʁ], né le 8 octobre 1848 à Gand et mort le 26 septembre 1932 à Saint-Denis, est un ouvrier et musicien belge célèbre pour avoir composé à Lille la musique de L'Internationale.

## Biographie
Ses parents, ouvriers également, avaient immigré à Lille pour y trouver du travail dans l’industrie textile. Câbleur dans l’industrie ferroviaire, Pierre Degeyter s’intéresse plus à la musique. À seize ans, il commence les cours du soir à l'Académie de musique, dont il obtient le premier prix à 38 ans. En juillet 1888, alors qu’il est le premier directeur de la société musicale lilloise la Lyre des travailleurs, il reçoit une commande de Gustave Delory, du Parti ouvrier français : mettre en musique un poème d’Eugène Pottier de 1871 pour en faire le chant de lutte du parti. Il compose cette musique au siège de la Lyre des travailleurs, le café lillois La Liberté, rue de la Vignette dans le quartier de Saint-Sauveur.
La musique est signée du seul nom de famille de Degeyter, ce qui n’empêchera pas le compositeur de devoir quitter Lille, dont les patrons l’ont classé comme dangereux révolutionnaire. Sa famille déménage vers Saint-Denis, d’où son frère Adolphe intentera un procès en 1904 pour lui contester la paternité de cette musique. Le 18 décembre 1905, est annoncé un procès entre Pierre Degeyter et son éditeur parisien au sujet de la propriété du chant. Elle ne sera attribuée définitivement à Pierre qu’en 1922, huit ans après le suicide d’Adolphe Degeyter.
Le chant fut un succès immédiat, d’abord en France, puis dans le monde entier. Il est adopté en 1889 comme hymne de la Deuxième Internationale. Lors de la scission entre socialistes et communistes, Degeyter choisit les seconds. Degeyter fut l’invité d’honneur de Staline à Moscou en 1927, lors des célébrations du dixième anniversaire de la révolution d'Octobre. Lors des grands meetings du sixième congrès de l'Internationale communiste, en 1928 à Moscou, c'est Degeyter en personne qui dirige le chœur lorsque résonne L'Internationale.
Staline lui accordera une pension d’État, en guise de droits d'auteur. Il meurt pourtant dans une certaine indigence. Ses funérailles au cimetière de Saint-Denis furent suivies par 50 000 personnes, avant que son nom ne tombe dans un relatif oubli, contrairement à sa musique.

## Hommages

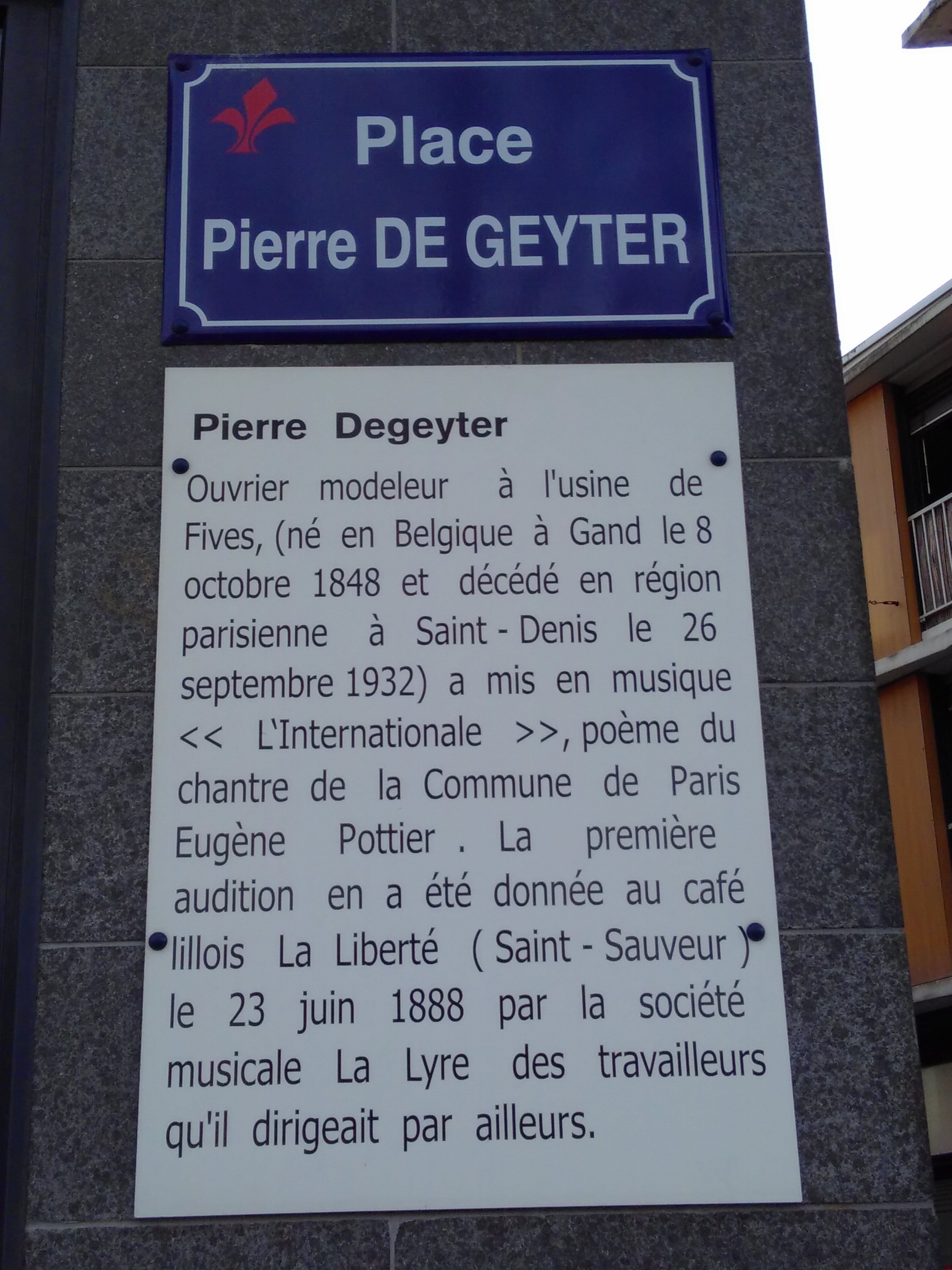
Plaque commémorative à Fives

Sa ville natale de Gand lui consacra une statue en 1998, tandis que celle de Lille a baptisé une place à son nom en 2007, dans le faubourg industriel de Fives où il était ouvrier. Son visage apparaît sur une immense fresque de 500 m2 de l'usine de Fives Cail Babcock (FCB) à Lille où il travailla. Une rue de Stains, une rue du Havre et une rue de La Rochelle, dans le quartier de Villeneuve-les-Salines, portent également son nom, ainsi que le square Pierre-de-Geyter à Saint-Denis. Une rue de Vénissieux dans le Rhône porte aussi son nom.
Il existe également une impasse portant son nom à Montreuil (Seine-Saint-Denis).[réf. souhaitée]
Un collège de Saint-Denis porte son nom. Celui-ci fut renommé « collège Serge-Gainsbourg » dans le film Le Plus Beau Métier du monde.
Un géant du même nom reproduit sa silhouette.